# آی‌اواس ۱۷
آی‌اواس ۱۷ (به انگلیسی: iOS 17) هفدهمین نسخه سیستم عامل آی‌اواس شرکت اپل برای گوشی‌های آیفون است که در  توسعه دهندگان WWDC در ۵ ژوئن ۲۰۲۳ به عنوان جانشین آی‌اواس ۱۶ معرفی شد و نسخه بتا آن برای توسعه دهندگان  انتشار داده شد.این نسخه بتا اولین سیستم عامل بتا از اپل است که صرفا با یک اپل ایدی قابل دانلود است نسخه های قبلی نیازمند اشتراک پولی بودند. آی‌اواس 17 اولین نسخه ای‌‍او‌اس است که از ایفون x پشتیبانی نخواهد کرد. در آی او اس 17 قابلیت‌های بیشتری به نسبت نسخه‌های قبلی اضافه شده است و در این نسخه شما می‌توانید که عکس‌های خود را به استیکر زنده تبدیل کنید. با قابلیت نیم دراپ (NameDrop) اکنون می‌توانید که با نزدیک کردن گوشی آیفون خود به آیفون دیگر اطلاعات تماس خود را با دیگران به اشتراک بگذارید.

## تاریخچه
نخستین نسخه بتای توسعه دهنده آی‌اواس ۱۷ در ۵ ژوئن ۲۰۲۳ منتشر گردید.

### به‌روزرسانی
به‌روزرسانی‌ها معمولاً به شکل اتومات انجام می‌گیرند ولی برای تسریع دریافت به‌روزرسانی یا اگر به‌روزرسانی اتومات را خاموش کرده‌اید، یا به هر دلیل دیگر که نیاز به به‌روزرسانی دستی به نسخه تازه است می‌توانید پس از اتصال دستگاه خود به اینترنت وای-فای (Wi-Fi) به تنظیمات دستگاه (Settings) مراجعه و در بخش جنرال (General) سربرگ آپدیت نرم‌افزار (Software Update)، آخرین نسخه به‌روزرسانی شده آی‌اواس قابل نصب بر روی دستگاه تان را به‌رایگان دریافت کنید.
۱. بهبودهایی در FaceTime و قابلیت‌های جدید تماس تصویری
یکی از تغییرات چشمگیر در iOS 17، بهبودهای **FaceTime** است. کاربران اکنون می‌توانند در صورت عدم دسترسی طرف مقابل، پیام ویدیویی برای او ارسال کنند. این ویژگی شبیه پیام‌های صوتی در سایر اپلیکیشن‌های پیام‌رسان است و به کاربران امکان می‌دهد تا پیام‌های خود را حتی زمانی که طرف مقابل تماس را از دست داده، به‌صورت ویدیویی ارسال کنند.
علاوه بر این، اپل افکت‌های جدیدی به تماس‌های ویدیویی اضافه کرده است که به کاربران امکان می‌دهد در حین مکالمه از افکت‌های جالب و تعاملی استفاده کنند و تجربه‌ی تماس‌های تصویری را هیجان‌انگیزتر کند.
۲. حالت StandBy: نمایش ساعت و ویجت‌ها در حالت افقی
iOS 17 یک قابلیت جدید به نام **StandBy** را معرفی کرده است. این حالت، آیفون را هنگام شارژ در حالت افقی به یک نمایشگر کوچک تبدیل می‌کند. با فعال‌سازی این حالت، کاربران می‌توانند ساعت‌های مختلف، ویجت‌ها، عکس‌ها و اطلاعاتی مانند وضعیت آب و هوا و تقویم را مشاهده کنند. این ویژگی در کنار جذابیت بصری، دسترسی سریع به اطلاعات مهم را بدون نیاز به باز کردن گوشی فراهم می‌کند و به‌ویژه برای استفاده شبانه یا در محیط‌های ثابت کاربرد دارد.
۳. به‌روزرسانی‌های AirDrop و NameDrop
در iOS 17، **AirDrop** بهبودهای قابل توجهی داشته است. ویژگی جدید **NameDrop** امکان به اشتراک‌گذاری سریع اطلاعات تماس را تنها با نزدیک‌کردن دو دستگاه آیفون فراهم می‌کند. کاربران می‌توانند به سادگی اطلاعات مخاطب خود را بدون نیاز به ارسال دستی از طریق پیامک یا ایمیل با دیگران به اشتراک بگذارند.
همچنین، قابلیت‌های جدید در AirDrop به اشتراک‌گذاری فایل‌های بزرگ را به‌صورت پیوسته حتی زمانی که دستگاه‌ها از هم دور شوند، فراهم می‌کند. این ویژگی برای کاربرانی که نیاز به انتقال سریع فایل‌ها دارند، بسیار کارآمد است.
۴. بهبودهای پیام‌رسان (Messages)
در iOS 17، اپلیکیشن **Messages** شاهد چندین بهبود است. ویژگی جدید **Check In** به کاربران امکان می‌دهد تا هنگام رسیدن به مقصد مشخصی، به صورت خودکار دوستان یا خانواده خود را مطلع کنند. این قابلیت برای افزایش ایمنی کاربران طراحی شده و به خصوص برای اطلاع‌رسانی‌های سریع در سفر یا مکان‌های شلوغ کاربردی است.
علاوه بر این، استیکرها در iOS 17 بیشتر و متنوع‌تر شده‌اند و می‌توان از **Live Stickers**، استیکرهایی با قابلیت تعامل پویا، استفاده کرد که باعث افزایش سرگرمی و جذابیت پیام‌ها می‌شود.
۵. بهبود صفحه قفل و حالت Focus
در iOS 17، **صفحه قفل** با تنظیمات بیشتر و ویجت‌های جدید ارتقا یافته است. کاربران می‌توانند به راحتی به ویجت‌ها و اطلاعات حیاتی دسترسی داشته باشند و صفحه قفل خود را برای نمایش بهینه‌تر اطلاعات شخصی‌سازی کنند. همچنین، حالت **Focus** اکنون با تنظیمات پیشرفته‌تر و امکان تنظیم دقیق‌تر برای مدیریت نوتیفیکیشن‌ها ارائه شده است. این حالت به کاربران کمک می‌کند تا هنگام کار یا در محیط‌های خاص از مزاحمت‌های بی‌مورد نوتیفیکیشن‌ها جلوگیری کنند.
۶. ویژگی‌های جدید سلامت و تندرستی (Health)
اپلیکیشن **Health** در iOS 17 به روزرسانی‌های جدیدی دریافت کرده است که به کاربران کمک می‌کند تا مراقبت‌های بهتری از سلامت جسمی و روحی خود داشته باشند. از ویژگی‌های جدید این برنامه می‌توان به **ابزارهای مدیریت استرس و تمرکز بر خواب بهتر** اشاره کرد. کاربران می‌توانند داده‌های مرتبط با خواب و استرس خود را بررسی و با توصیه‌های اپلیکیشن، بهبودهایی در این زمینه‌ها ایجاد کنند. 
همچنین، قابلیت یادآوری مصرف داروها در این نسخه بهبود یافته و اکنون امکان ردیابی مصرف دارو و نوتیفیکیشن‌های هوشمند بیشتری برای کاربران وجود دارد.
۷. سفارشی‌سازی بیشتر صفحه اصلی و ویجت‌ها
iOS 17 امکان **سفارشی‌سازی بیشتر صفحه اصلی** و ویجت‌ها را به کاربران ارائه می‌دهد. اکنون می‌توانید ویجت‌های تعاملی داشته باشید که به کاربران امکان می‌دهد با آنها بدون باز کردن برنامه تعامل کنند. برای مثال، ویجت‌های موسیقی و پخش کننده‌ها اکنون قابلیت‌های بیشتری دارند و کاربران می‌توانند به‌سرعت پخش، مکث و یا جابه‌جایی آهنگ‌ها را از صفحه اصلی انجام دهند.
۸. بهبود عملکرد و افزایش امنیت
یکی از نقاط قوت iOS 17، بهبود عملکرد و افزایش **امنیت** دستگاه‌هاست. اپل با اضافه کردن لایه‌های امنیتی جدید و بهبود پردازش‌های پس‌زمینه، سرعت و کارایی آیفون‌ها را ارتقا داده است. همچنین، این نسخه از iOS با بهینه‌سازی باتری به کاربران کمک می‌کند تا از شارژدهی بهتری برخوردار باشند
| نسخه   | شماره ساخت    | تاریخ عرضه      | یادداشت                                                                                 |
| ------ | ------------- | --------------- | --------------------------------------------------------------------------------------- |
| ۱۷٫۰   | 21A326 21A327 | ۲۲ سپتامبر ۲۰۲۳ | عرضه اولیه برای سری آیفون ۱۵                                                            |
| ۱۷٫۰   | 21A329        | ۱۸ سپتامبر ۲۰۲۳ | یادداشت های انتشار مستندات توسعه دهنده همه مدل ها به جز آیفون ۱۵ و ۱۵ پرو               |
| ۱۷٫۰   | 21A331        | ۱۸ سپتامبر ۲۰۲۳ | تنها برای آیفون ۱۵ و ۱۵ پرو                                                             |
| ۱۷٫۰٫۱ | 21A340        | ۲۱ سپتامبر ۲۰۲۳ | یادداشت های انتشار محتوای امنیتی همه مدل ها به جز آیفون ۱۵ و ۱۵ پرو                     |
| ۱۷٫۰٫۲ | 21A350        | ۲۱ سپتامبر ۲۰۲۳ | یادداشت های انتشار تنها برای آیفون ۱۵ و ۱۵ پرو                                          |
| ۱۷٫۰٫۲ | 21A351        | ۲۶ سپتامبر ۲۰۲۳ | یادداشت های انتشار همه مدل ها به جز آیفون ۱۵ و ۱۵ پرو                                   |
| ۱۷٫۰٫۳ | 21A360        | ۴ اکتبر ۲۰۲۳    | یادداشت های انتشار محتوای امنیتی                                                        |
| ۱۷٫۱   | 21B74         | ۲۵ اکتبر ۲۰۲۳   | یادداشت های انتشار محتوای امنیتی مستندات توسعه دهنده همه مدل ها به جز آیفون ۱۵ و ۱۵ پرو |
| ۱۷٫۱   | 21B80         | ۲۵ اکتبر ۲۰۲۳   | تنها برای آیفون ۱۵ و ۱۵ پرو                                                             |
| ۱۷٫۱٫۱ | 21B91         | ۷ نوامبر ۲۰۲۳   | یادداشت های انتشار                                                                      |
| ۱۷٫۱٫۲ | 21B101        | ۳۰ نوامبر ۲۰۲۳  | یادداشت های انتشار محتوای امنیتی                                                        |
| ۱۷٫۲   | 21C62         | ۱۱ دسامبر ۲۰۲۳  | یادداشت های انتشار محتوای امنیتی                                                        |
| ۱۷٫۲٫۱ | 21C66         | ۱۹ دسامبر ۲۰۲۳  | یادداشت های انتشار                                                                      |
| ۱۷٫۳   | 21D50         | ۲۲ ژانویه ۲۰۲۴  | یادداشت های انتشار محتوای امنیتی                                                        |
| ۱۷٫۳٫۱ | 21D61         | ۸ فوریه ۲۰۲۴    | یادداشت های انتشار                                                                      |
| ۱۷٫۴   | 21E219        | ۵ مارس ۲۰۲۴     | یادداشت های انتشار محتوای امنیتی                                                        |